# Associazione Sportiva Roma 1964-1965
Questa voce raccoglie le informazioni riguardanti l'Associazione Sportiva Roma nelle competizioni ufficiali della stagione 1964-1965.

## Stagione
La stagione si svolge sotto la guida di Juan Carlos Lorenzo, ex tecnico della Lazio, giunto nella società giallorossa tra le molte polemiche dei tifosi che poco gradiscono il passato del neo allenatore. Complice anche il grave infortunio incorso a Manfredini, la squadra fa una stagione anonima e finisce al nono posto.
Quell'annata della Roma viene anche ricordato per i tanti problemi finanziari che l'afflissero: nel 1964 il club giallorosso aveva un buco di bilancio di quasi due miliardi di lire e alcuni calciatori della rosa, a causa di stipendi non pagati e premi partita non riconosciuti, si rifiutarono di andare in ritiro prima di un incontro di Coppa delle Fiere in casa del Zagreb e minacciarono lo sciopero in vista della sfida contro la Juventus in campionato. Per scongiurare la catastrofe intervenne la Lega Calcio che, con una manovra politica, permise alla Roma di coprire una parte dello scoperto anticipando alcuni crediti che i giallorossi vantavano nei confronti di altre società ma non ancora incassati.
Il 30 dicembre la Roma si trovò comunque nella difficile situazione di non avere fondi sufficienti per affrontare le spese della trasferta in programma a Vicenza. Juan Carlos Lorenzo ebbe l'idea di chiedere aiuto direttamente ai tifosi: all'insaputa del presidente Marini-Dettina egli organizzò una colletta presso il noto teatro Sistina (messo a disposizione dal tifoso romanista Pietro Garinei) in cui, dopo un accorato appello dello stesso allenatore argentino, il capitano Giacomo Losi si ritrovò a porgere un secchiello da ghiaccio verso gli astanti.
La "colletta del Sistina" fruttò circa 700.000-800.000 £, ma Marini Dettina, quando lo seppe, destinò la cifra in beneficenza agli alluvionati del Vajont e pagò la trasferta veneta attingendo al suo patrimonio personale. Per la cronaca, a Vicenza la Roma perse poi 1-0.

## Divise

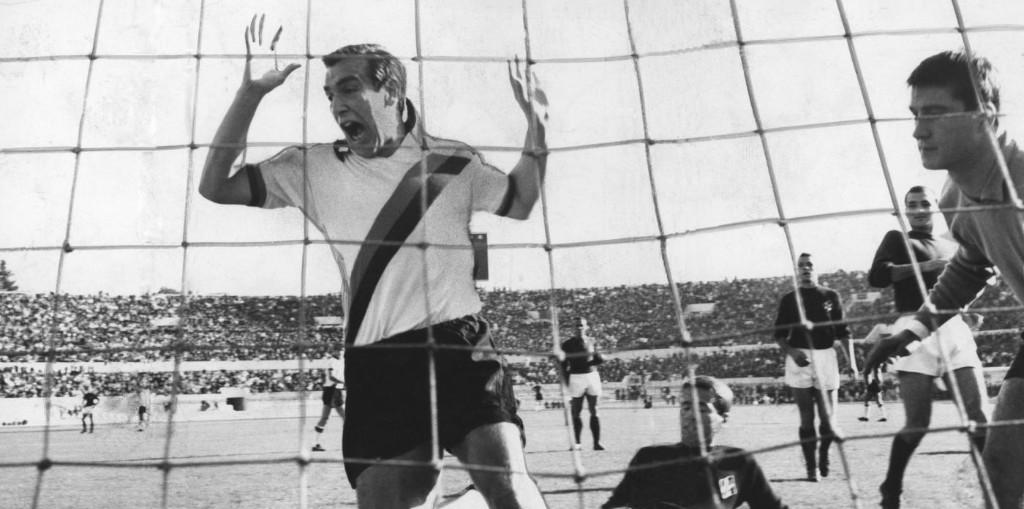
Antonio Angelillo, con la seconda maglia sbarrata, segna una tripletta alla nella sfida dell'11 ottobre 1964 (3-3); la divisa è ancora priva della coccarda tricolore, che sarà apposta solo dopo la vittoriosa finale di Coppa Italia 1963-1964, posticipata al successivo 1º novembre causa ripetizione.

La divisa primaria è costituita da maglia rossa con colletto a polo giallo, pantaloncini bianchi, calze rosse bordate di giallo; in trasferta viene usata una maglia bianca con colletto a polo e sbarra giallorossa, pantaloncini neri e calzettoni bianchi bordati di giallorosso. I portieri hanno una divisa costituita da maglia grigia con colletto a polo abbinata a calzoncini neri e calzettoni rossi bordati di giallo. Tutte le divise presentano la coccarda della Coppa Italia cucita sul petto.
| Casa | Trasferta | Portiere |

## Organigramma societario
Di seguito l'organigramma societario.
Area direttiva
- Presidente: Francesco Marini-Dettina

Area tecnica
- Allenatore: Juan Carlos Lorenzo

## Rosa
Di seguito la rosa.
| N. |                   | Ruolo | Calciatore              |
| -- | ----------------- | ----- | ----------------------- |
|    | Italia (bandiera) | P     | Fabio Cudicini          |
|    | Italia (bandiera) | P     | Alberto Ginulfi         |
|    | Italia (bandiera) | P     | Enzo Matteucci          |
|    | Italia (bandiera) | D     | Mario Ardizzon          |
|    | Italia (bandiera) | D     | Francesco Carpenetti    |
|    | Italia (bandiera) | D     | Giacomo Losi (capitano) |
|    | Italia (bandiera) | D     | Glauco Tomasin          |
|    | Italia (bandiera) | C     | Sergio Carpanesi        |
|    | Italia (bandiera) | C     | Giancarlo De Sisti      |

| N. |                           | Ruolo | Calciatore              |
| -- | ------------------------- | ----- | ----------------------- |
|    | Italia (bandiera)         | C     | Mauro Nardoni           |
|    | Italia (bandiera)         | C     | Elvio Salvori           |
|    | Germania Ovest (bandiera) | C     | Karl-Heinz Schnellinger |
|    | Italia (bandiera)         | C     | Giuseppe Tamborini      |
|    | Argentina (bandiera)      | A     | Antonio Angelillo       |
|    | Italia (bandiera)         | A     | Fulvio Francesconi      |
|    | Italia (bandiera)         | A     | Lamberto Leonardi       |
|    | Argentina (bandiera)      | A     | Pedro Manfredini        |
|    | Italia (bandiera)         | A     | Bruno Nicolè            |

## Calciomercato
Di seguito il calciomercato.
| Acquisti | Acquisti                | Acquisti   | Acquisti      |
| R.       | Nome                    | da         | Modalità      |
| -------- | ----------------------- | ---------- | ------------- |
| D        | Glauco Tomasin          | Sampdoria  | definitivo    |
| C        | Elvio Salvori           | Fiorentina | definitivo    |
| C        | Karl-Heinz Schnellinger | Mantova    | fine prestito |
| C        | Giuseppe Tamborini      | Sampdoria  | definitivo    |
| A        | Bruno Nicolè            | Mantova    | definitivo    |

| Cessioni | Cessioni                 | Cessioni   | Cessioni   |
| R.       | Nome                     | a          | Modalità   |
| -------- | ------------------------ | ---------- | ---------- |
| D        | Giulio Corsini           | Mantova    | definitivo |
| D        | Alfio Fontana            | Sampdoria  | definitivo |
| C        | Sergio Frascoli          | SPAL       | definitivo |
| C        | Saul Malatrasi           | Inter      | definitivo |
| C        | Alberto Orlando          | Fiorentina | definitivo |
| C        | Jürgen Schütz            | Messina    | prestito   |
| A        | Angelo Benedicto Sormani | Sampdoria  | definitivo |

## Risultati

### Serie A

#### Girone di andata
| Arbitro: | Roversi (Bologna) |

|                                    |           |             |
| Greatti 22’ (aut.) Francesconi 42’ | Marcatori | 73’ Greatti |

| Arbitro: | De Marchi (Pordenone) |

|             |           |  |
| Petroni 54’ | Marcatori |  |

| Arbitro: | Angonese (Mestre) |

|                                                                |           |                             |
| Angelillo 47’, 63’ Leonardi 53’ Schnellinger 57’ Tamborini 87’ | Marcatori | 61’ Traspedini 80’ Pasquina |

| Arbitro: | Carminati (Milano) |

|              |           |  |
| Lojacono 14’ | Marcatori |  |

| Arbitro: | Varazzani (Parma) |

|                        |           |                                          |
| Angelillo 1’, 12’, 57’ | Marcatori | 18’ (rig.) Marchesi 38’ Nuti 40’ Morrone |

| Milano 18 ottobre 1964, ore 15:00 6ª giornata | Inter             | 0 – 0 referto | Roma | Stadio San Siro (65.000 circa spett.)\| Arbitro: \| Angonese (Mestre) \| |
| Arbitro:                                      | Angonese (Mestre) |               |      |                                                                          |

| Arbitro: | Genel (Trieste) |

|                      |           |                    |
| Francesconi 47’, 82’ | Marcatori | 84’ (rig.) Biagini |

| Arbitro: | De Marchi (Pordenone) |

|            |           |            |
| Nicolè 25’ | Marcatori | 15’ Haller |

| Roma 15 novembre 1964, ore 14:30 9ª giornata | Lazio          | 0 – 0 referto | Roma | Stadio Olimpico di Roma (46.696 spett.)\| Arbitro: \| Righi (Milano) \| |
| Arbitro:                                     | Righi (Milano) |               |      |                                                                         |

| Mantova 22 novembre 1964, ore 14:30 10ª giornata | Mantova                      | 0 – 0 referto | Roma | Stadio Danilo Martelli (15.000 circa spett.)\| Arbitro: \| De Robbio (Torre Annunziata) \| |
| Arbitro:                                         | De Robbio (Torre Annunziata) |               |      |                                                                                            |

| Arbitro: | Bernardis (Trieste) |

|               |           |                |
| Angelillo 21’ | Marcatori | 29’ Cappellini |

| Arbitro: | Righi (Milano) |

|          |           |                            |
| Dori 86’ | Marcatori | 68’ De Sisti 77’ Tamborini |

| Arbitro: | Lo Bello (Siracusa) |

|              |           |                |
| Ardizzon 56’ | Marcatori | 74’ Bercellino |

| Arbitro: | De Marchi (Pordenone) |

|                 |           |                          |
| Francesconi 52’ | Marcatori | 43’ Noletti 89’ Ferrario |

| Arbitro: | Roversi (Bologna) |

|             |           |  |
| Vastola 37’ | Marcatori |  |

| Arbitro: | Genel (Trieste) |

|                               |           |                             |
| Angelillo 19’ Francesconi 70’ | Marcatori | 38’ Poletti 74’ (aut.) Losi |

| Foggia 17 gennaio 1965, ore 14:30 17ª giornata | Foggia & Incedit      | 0 – 0 referto | Roma | Stadio Pino Zaccheria (25.000 circa spett.)\| Arbitro: \| De Marchi (Pordenone) \| |
| Arbitro:                                       | De Marchi (Pordenone) |               |      |                                                                                    |

#### Girone di ritorno
| Arbitro: | Carminati (Milano) |

|                       |           |  |
| Cappellaro 73’ (rig.) | Marcatori |  |

| Roma 31 gennaio 1965, ore 14:30 19ª giornata | Roma              | 0 – 0 referto | Atalanta | Stadio Olimpico di Roma (23.000 circa spett.)\| Arbitro: \| Righetti (Torino) \| |
| Arbitro:                                     | Righetti (Torino) |               |          |                                                                                  |

| Arbitro: | Cirone (Palermo) |

|            |           |              |
| Cucchi 17’ | Marcatori | 64’ De Sisti |

| Arbitro: | Righi (Milano) |

|              |           |  |
| De Sisti 63’ | Marcatori |  |

| Arbitro: | Righetti (Torino) |

|                  |           |  |
| Maschio 60’, 89’ | Marcatori |  |

| Arbitro: | Lo Bello (Siracusa) |

|                |           |                              |
| Manfredini 23’ | Marcatori | 10’ Jair 40’, 52’ Domenghini |

| Arbitro: | Politano (Cuneo) |

|                                                            |           |  |
| Cinesinho 10’ Calvanese 38’ Facchin 64’ (rig.) Rozzoni 76’ | Marcatori |  |

| Arbitro: | Angonese (Mestre) |

|            |           |                          |
| Haller 80’ | Marcatori | 31’ Tamborini 39’ Nicolè |

| Roma 28 marzo 1965, ore 15:30 26ª giornata | Roma           | 0 – 0 referto | Lazio | Stadio Olimpico di Roma (53.389 spett.)\| Arbitro: \| Righi (Milano) \| |
| Arbitro:                                   | Righi (Milano) |               |       |                                                                         |

| Roma 4 aprile 1965, ore 15:30 27ª giornata | Roma              | 0 – 0 referto | Mantova | Stadio Olimpico di Roma (23.000 circa spett.)\| Arbitro: \| Varazzani (Parma) \| |
| Arbitro:                                   | Varazzani (Parma) |               |         |                                                                                  |

| Genova 11 aprile 1965, ore 15:30 28ª giornata | Genoa            | 0 – 0 referto | Roma | Stadio Luigi Ferraris (15.000 circa spett.)\| Arbitro: \| Politano (Cuneo) \| |
| Arbitro:                                      | Politano (Cuneo) |               |      |                                                                               |

| Arbitro: | Orlando (Bergamo) |

|  |           |             |
|  | Marcatori | 70’ Clerici |

| Arbitro: | Bernardis (Trieste) |

|               |           |  |
| Stacchini 65’ | Marcatori |  |

| Arbitro: | Varazzani (Parma) |

|  |           |                                       |
|  | Marcatori | 39’ (rig.) Manfredini 75’ Francesconi |

| Roma 23 maggio 1965, ore 16:00 32ª giornata | Roma               | 0 – 0 referto | L.R. Vicenza | Stadio Olimpico di Roma\| Arbitro: \| Carminati (Milano) \| |
| Arbitro:                                    | Carminati (Milano) |               |              |                                                             |

| Arbitro: | Genel (Trieste) |

|                                     |           |                 |
| Ferretti 3’ Hitchens 35’ Meroni 56’ | Marcatori | 67’ Francesconi |

| Arbitro: | Barolo (Bassano del Grappa) |

|                |           |  |
| Manfredini 54’ | Marcatori |  |

### Coppa Italia
| Arbitro: | Roversi (Bologna) |

|          |           |                          |
| Cané 72’ | Marcatori | 14’ De Sisti 57’ Salvori |

| Arbitro: | De Marchi (Pordenone) |

|                                       |                      |                    |
| Manfredini 22’ (rig.) Francesconi 29’ | Marcatori            | 50’ Bedin 56’ Jair |
| Manfredini                            | Tiri di rigore 4 – 6 | Suárez             |

### Coppa delle Fiere
| Salonicco 16 settembre 1964 Trentaduesimi di finale - Andata | Arīs Salonicco | 0 – 0 referto | Roma | Harilou Ground (35.000 circa spett.)\| Arbitro: \| Zecevic \| |
| Arbitro:                                                     | Zecevic        |               |      |                                                               |

| Arbitro: | Mellet |

|                                             |           |  |
| Tamborini 58’ Schnellinger 69’ Leonardi 71’ | Marcatori |  |

| Arbitro: | Heymann |

|            |           |            |
| Beslac 52’ | Marcatori | 53’ Nicolè |

| Arbitro: | Schulenburg |

|               |           |  |
| Angelillo 83’ | Marcatori |  |

| Arbitro: | Zariquiegui |

|              |           |                            |
| De Sisti 81’ | Marcatori | 37’ Rátkai 79’ M. Fenyvesi |

| Arbitro: | Botic |

|            |           |  |
| Albert 41’ | Marcatori |  |

## Statistiche

### Statistiche di squadra
Di seguito le statistiche di squadra.
| Competizione      | Punti | In casa | In casa | In casa | In casa | In casa | In casa | In trasferta | In trasferta | In trasferta | In trasferta | In trasferta | In trasferta | Totale | Totale | Totale | Totale | Totale | Totale | DR |
| Competizione      | Punti | G       | V       | N       | P       | Gf      | Gs      | G            | V            | N            | P            | Gf           | Gs           | G      | V      | N      | P      | Gf     | Gs     | DR |
| ----------------- | ----- | ------- | ------- | ------- | ------- | ------- | ------- | ------------ | ------------ | ------------ | ------------ | ------------ | ------------ | ------ | ------ | ------ | ------ | ------ | ------ | -- |
| Serie A           | 31    | 17      | 5       | 9       | 3       | 21      | 18      | 17           | 3            | 6            | 8            | 8            | 17           | 34     | 8      | 15     | 11     | 29     | 35     | -6 |
| Coppa Italia      | -     | 1       | 0       | 1       | 0       | 2       | 2       | 1            | 1            | 0            | 0            | 2            | 1            | 2      | 1      | 1      | 0      | 4      | 3      | +1 |
| Coppa delle Fiere | -     | 3       | 2       | 0       | 1       | 5       | 2       | 3            | 0            | 2            | 1            | 1            | 2            | 6      | 2      | 2      | 2      | 6      | 4      | +2 |
| Totale            | -     | 21      | 7       | 10      | 4       | 28      | 22      | 21           | 4            | 8            | 9            | 11           | 20           | 42     | 11     | 18     | 13     | 39     | 42     | -3 |

### Andamento in campionato
| Giornata  | 1 | 2 | 3 | 4 | 5 | 6 | 7 | 8 | 9 | 10 | 11 | 12 | 13 | 14 | 15 | 16 | 17 | 18 | 19 | 20 | 21 | 22 | 23 | 24 | 25 | 26 | 27 | 28 | 29 | 30 | 31 | 32 | 33 | 34 |
| --------- | - | - | - | - | - | - | - | - | - | -- | -- | -- | -- | -- | -- | -- | -- | -- | -- | -- | -- | -- | -- | -- | -- | -- | -- | -- | -- | -- | -- | -- | -- | -- |
| Luogo     | C | T | C | T | C | T | C | C | T | T  | C  | T  | C  | C  | T  | C  | T  | T  | C  | T  | C  | T  | C  | T  | T  | C  | C  | T  | C  | T  | T  | C  | T  | C  |
| Risultato | V | P | V | P | N | N | V | N | N | N  | N  | V  | N  | P  | P  | N  | N  | P  | N  | N  | V  | P  | P  | P  | V  | N  | N  | N  | P  | P  | V  | N  | P  | V  |
| Posizione | 1 | 7 | 4 | 8 | 7 | 8 | 5 | 7 | 6 | 6  | 6  | 5  | 6  | 6  | 7  | 7  | 7  | 7  | 8  | 10 | 8  | 8  | 9  | 11 | 9  | 11 | 11 | 12 | 13 | 14 | 12 | 11 | 13 | 9  |

Legenda:

Luogo: C = Casa; T = Trasferta. Risultato: V = Vittoria; N = Pareggio; P = Sconfitta.

### Statistiche dei giocatori
Desunte dai tabellini del Corriere dello Sport, de La Stampa e de L'Unità.
| Giocatore         | Serie A  | Serie A | Coppa Italia | Coppa Italia | Coppa delle Fiere | Coppa delle Fiere | Totale   | Totale |
| Giocatore         | Presenze | Reti    | Presenze     | Reti         | Presenze          | Reti              | Presenze | Reti   |
| ----------------- | -------- | ------- | ------------ | ------------ | ----------------- | ----------------- | -------- | ------ |
| F. Cudicini       | 23       | -23     | 1            | -2           | 4                 | 0                 | 28       | -25    |
| A. Ginulfi        | 0        | 0       | 0            | 0            | 0                 | 0                 | 0        | 0      |
| E. Matteucci      | 11       | -12     | 1            | -1           | 2                 | -1                | 14       | -14    |
| M. Ardizzon       | 32       | 0       | 1            | 0            | 5                 | 0                 | 38       | 0      |
| F. Carpenetti     | 10       | 0       | 2            | 0            | 2                 | 0                 | 14       | 0      |
| G. Losi           | 34       | 0       | 2            | 0            | 6                 | 0                 | 42       | 0      |
| G. Tomasin        | 27       | 0       | 0            | 0            | 5                 | 0                 | 32       | 0      |
| S. Carpanesi      | 33       | 0       | 2            | 0            | 5                 | 0                 | 40       | 0      |
| G. De Sisti       | 28       | 3       | 1            | 1            | 5                 | 1                 | 34       | 5      |
| M. Nardoni        | 7        | 0       | 2            | 0            | 1                 | 0                 | 10       | 0      |
| E. Salvori        | 18       | 0       | 1            | 1            | 1                 | 0                 | 20       | 1      |
| K.H. Schnellinger | 29       | 1       | 2            | 0            | 5                 | 1                 | 36       | 2      |
| G. Tamborini      | 28       | 3       | 2            | 0            | 5                 | 1                 | 35       | 4      |
| A. Angelillo      | 18       | 7       | 0            | 0            | 6                 | 1                 | 24       | 8      |
| F. Francesconi    | 28       | 7       | 1            | 1            | 4                 | 0                 | 33       | 8      |
| L. Leonardi       | 22       | 1       | 2            | 0            | 4                 | 1                 | 28       | 2      |
| P. Manfredini     | 13       | 3       | 1            | 1            | 1                 | 0                 | 15       | 4      |
| B. Nicolè         | 13       | 2       | 1            | 0            | 5                 | 1                 | 19       | 3      |

## Giovanili

### Piazzamenti
- Primavera: 
  - Campionato: ?